# Колобочок (журнал)
«Колобочок» — український щомісячний літературно-художній пізнавальний  і розвиваючий журнал для дітей 4—9 років. Засновано у травні 2010 році.

## Зміст
Журнал орієнтований на дошкільнят і молодших школярів. Виданне містить різноманітні матеріали, спрямовані на розвиток пізнавальних, творчих здібностей у дітей. У ньому публікуються відомі українські та зарубіжні дитячі письменники, автори з Чернівецької області, а також молоді автори-початківці. Журнал ілюстрований, розміщує в собі розповіді про традиційні українські свята, пам'ятні дати, народні звичаї, є  сторінка англійської мови. На його сторінках знаходяться ігри, забави, лічилки, загадки, кросворди, вироби з паперу, розмальовки та інтелектуальні завдання для дітей.
Головним героєм журналу є Колобочек, добрий друг дітей. У нього є друзі і помічники, які допомагають маленькому читачеві розвивати свої творчі здібності, грати в ігри, вивчати букви і цифри, вирішувати завдання на спостережливість, логічне мислення і кмітливість.

### Рубрики
Кожен номер журналу має сторінки:
- Рубрика «Поради Колобка-рятівничка» спільно з Управлінням МНС України в Чернівецькій області (інформація про поведінку на дорозі та в незнайомих місцях, як поводитися, коли потрапив у біді, як вести себе у надзвичайних ситуаціях);
- Рубрика «Юні таланти» (розміщуються твори та малюнки читачів «Колобочка»);
- Рубрика «Математика» (різні завдання на додавання та віднімання, цікаві задачі, які легко розв’язати);
- Рубрика «Funny English» (мудра сова Гертруда навчає новим словам, допомагає використовувати їх в реченнях);
- Сторінки для розвитку логіки, мислення, моторики рук (пропонується зробити саморобку з паперу, розв’язати кросворд, знайти два однакових малюнка, з’єднати стрілками слова, які відрізняються однією буквою тощо);
- Розмальовка (в кожному номері обов’язково є розмальовка (або природа, або тварини) на 22 сторінці, в низу сторінки також розміщені відповіді до кросворда);
- Сторінка про українські свята, традиції та звичаї – рубрика «Шануймо свята свої на святій українській землі» (коли і яке свято відзначається, на честь кого, що можна і не можна робити в цей день, кого потрібно вітати);
- Конкурси (розміщується інформація про конкурси, які відбудуться найближчим часом, результати минулих конкурсів, призи, які розігрувалися та ім’я переможців)
- Сторінки для читання – рубрика «Казка стукає у вікно» (можуть бути казка, оповідання чи розповідь)[4].